# 1716
Il 1716 (MDCCXVI in numeri romani) è un anno bisestile del XVIII secolo.

## Eventi
- Inizio della Guerra austro-turca tra impero asburgico e impero ottomano.
- 5 agosto – Battaglia di Petervaradino: Le truppe austriache al comando del principe Eugenio di Savoia sconfiggono quelle ottomane al comando del Gran visir Damad Alì.

## Nati

### Gennaio
- 4 gennaio - Appiano Buonafede, religioso e letterato italiano († 1793)
- 4 gennaio - Aaron Burr Senior, educatore statunitense († 1757)
- 10 gennaio - Léger Marie Deschamps, filosofo francese († 1774)
- 12 gennaio - Antonio de Ulloa, scienziato spagnolo († 1795)
- 20 gennaio - Jean-Jacques Barthélemy, scrittore, numismatico e archeologo francese († 1795)
- 20 gennaio - Carlo III di Spagna, sovrano († 1788)
- 30 gennaio - Carl Fredrik Adelcrantz, architetto svedese († 1796)

### Febbraio
- 4 febbraio - José Solís Folch de Cardona,  spagnolo († 1770)
- 8 febbraio - Franz Heinrich von Dalberg, nobile e politico tedesco († 1776)
- 12 febbraio - Andrzej Hieronim Zamoyski, nobile e politico polacco († 1792)
- 16 febbraio - Matteo Jacuzio, abate e scrittore italiano († 1780)
- 18 febbraio - Augustus Berkeley, IV conte di Berkeley, ufficiale inglese († 1755)
- 18 febbraio - Gaspard Fritz, compositore e violinista svizzero († 1783)
- 18 febbraio - Adam Patačić, arcivescovo cattolico e nobile croato († 1784)
- 25 febbraio - Paolo Calvi, storico italiano († 1781)

### Marzo
- 5 marzo - Nicolò Pacassi, architetto austriaco († 1790)
- 5 marzo - Catherine Théot, sensitiva francese († 1794)
- 6 marzo - Pehr Kalm, naturalista, botanico e esploratore svedese († 1779)
- 13 marzo - Filippina Carlotta di Prussia, principessa tedesca († 1801)
- 19 marzo - Guillaume Coustou, il Giovane, scultore francese († 1777)
- 19 marzo - Giuseppe Zocchi, pittore, incisore e disegnatore italiano († 1767)
- 25 marzo - Aleksej Antropov, pittore russo († 1765)

### Aprile
- 12 aprile - Felice Giardini, violinista e compositore italiano († 1796)
- 13 aprile - Leopoldo Giovanni d'Asburgo, principe († 1716)
- 28 aprile - Cesare Ligari, pittore italiano († 1770)
- 29 aprile - Enea Arnaldi, umanista e architetto italiano († 1794)

### Maggio
- 3 maggio - Franz Anton Zeiller, pittore austriaco († 1794)
- 8 maggio - James Wright, politico britannico († 1785)
- 20 maggio - Friedrich Samuel Bock, filosofo e teologo tedesco († 1785)
- 24 maggio - Costantino d'Assia-Rheinfels-Rotenburg, nobile († 1778)
- 29 maggio - Louis Jean-Marie Daubenton, naturalista e medico francese († 1799)

### Giugno
- 11 giugno - Francesca Sanna Sulis, stilista e imprenditrice italiana († 1810)
- 11 giugno - Otto von Münchhausen, botanico tedesco († 1774)
- 14 giugno - Peter Harrison, architetto britannico († 1775)
- 18 giugno - Carlo Edzardo della Frisia orientale, principe († 1744)
- 18 giugno - Joseph-Marie Vien, pittore francese († 1809)
- 21 giugno - Pasquale Bini, violinista e compositore italiano († 1770)
- 26 giugno - Charles Nicolas d'Oultremont, vescovo cattolico tedesco († 1771)
- 27 giugno - Luisa Diana di Borbone-Orléans, principessa francese († 1736)

### Luglio
- 3 luglio - Philipp Gotthard von Schaffgotsch, vescovo cattolico boemo († 1795)
- 13 luglio - Louis-Nicolas Van Blarenberghe, pittore francese († 1794)
- 21 luglio - Juan de García y Montenegro, vescovo cattolico spagnolo († 1783)
- 22 luglio - Jan Jakub Zamoyski, nobile e politico polacco († 1790)
- 26 luglio - Antonio Contestabili, pittore italiano († 1790)

### Agosto
- 2 agosto - George Carnegie, VI conte di Northesk, nobile e ammiraglio scozzese († 1792)
- 7 agosto - Gaetano Marzagaglia, matematico e presbitero italiano († 1787)
- 10 agosto - Eugenio Vulgaris, vescovo ortodosso, filosofo e teologo greco († 1806)
- 22 agosto - Niccolò Ciafaglione, arcivescovo cattolico italiano († 1789)

### Settembre
- 2 settembre - Jacques-Nicolas Tardieu, incisore francese († 1791)
- 16 settembre - Angelo Amorevoli, tenore italiano († 1798)
- 28 settembre - Benedetto Pucilli, vescovo cattolico italiano († 1786)

### Ottobre
- 3 ottobre - Giovanni Battista Beccaria, fisico, matematico e monaco cristiano italiano († 1781)
- 4 ottobre - James Lind, medico scozzese († 1794)
- 5 ottobre - Ottaviano Diodati, letterato, editore e architetto italiano († 1786)
- 6 ottobre - George Montagu-Dunk, II conte di Halifax, politico britannico († 1771)
- 16 ottobre - Augustus FitzRoy, marinaio inglese († 1741)
- 22 ottobre - Maria Gabriella Felicita di Schleswig-Holstein-Sonderburg-Wiesenburg, nobildonna tedesca († 1798)
- 26 ottobre - Carlo Cristiano Ermanno di Württemberg-Oels, generale prussiano († 1792)

### Novembre
- 1º novembre - Francesco Carrara, cardinale italiano († 1793)
- 4 novembre - Wilhelm von Knyphausen, generale tedesco († 1800)
- 11 novembre - Rambaldo degli Azzoni Avogaro, storico e numismatico italiano († 1790)
- 24 novembre - Nils Idman, teologo e letterato finlandese († 1790)
- 26 novembre - Elizabeth Seymour, II baronessa Percy, nobildonna inglese († 1776)
- 27 novembre - Sophie Volland, letterata francese († 1784)

### Dicembre
- 1º dicembre - Étienne Maurice Falconet, scultore francese († 1791)
- 4 dicembre - Balthazard Marie Émérigon, giurista francese († 1784)
- 7 dicembre - Enrico Ernesto II di Stolberg-Wernigerode, nobile tedesco († 1778)
- 12 dicembre - Leopoldina Maria di Anhalt-Dessau, nobile († 1782)
- 13 dicembre - Francesco Ginanni, naturalista, biologo e botanico italiano († 1766)
- 16 dicembre - Paolo Tommaso Alberghi, violinista e compositore italiano († 1785)
- 16 dicembre - Luigi Giulio Mancini-Mazzarino, diplomatico e scrittore francese († 1798)
- 16 dicembre - Johann Rudolf Tschiffeli, agronomo svizzero († 1780)
- 23 dicembre - Pietro Gualdi Lodrini, pittore italiano
- 23 dicembre - Johann Heinrich Rolle, compositore, violinista e organista tedesco († 1785)
- 25 dicembre - Johann Jakob Reiske, filologo classico, orientalista e numismatico tedesco († 1774)
- 26 dicembre - Thomas Gray, poeta inglese († 1771)
- 26 dicembre - Jean-François de Saint-Lambert, poeta e letterato francese († 1803)
- 27 dicembre - Leonardo Ximenes, gesuita, astronomo e ingegnere italiano († 1786)

### Senza giorno specificato
- Christian Heinrich Eckhard, giurista, storico e diplomatista tedesco († 1751)
- Juan Ignacio Aguilar, gesuita peruviano († 1799)
- Domenico Angelo, schermidore e scrittore italiano († 1802)
- Giovanni Battista Bilesimo, giurista e teologo italiano († 1799)
- Karl Hugo von Brackel, generale tedesco († 1768)
- Lancelot Brown, architetto del paesaggio inglese († 1783)
- Ivan Aleksandrovič Dekolong, generale e nobile russo († 1789)
- Leopoldo Gonzaga, nobile italiano († 1760)
- Ignazio Gozadinos, presbitero greco († 1786)
- Melchior Hefele, architetto austriaco († 1794)
- Luis Meléndez, pittore spagnolo († 1780)
- Johan Maurits Mohr, pastore protestante e astronomo tedesco († 1775)
- Giuseppe Pecis, letterato e scienziato italiano († 1799)
- Philip Phillips, arcivescovo cattolico irlandese († 1787)
- Gioacchino Pizzi, poeta italiano († 1790)
- Gaspar de Portolá, esploratore spagnolo († 1784)
- Filippo Antonio Revelli, matematico italiano († 1801)
- Josef Seger, compositore e organista ceco († 1782)
- Lorenzo Selva, ottico italiano († 1800)
- Pietro Sodi, ballerino e coreografo italiano († 1775)
- Yosa Buson, poeta e pittore giapponese († 1784)
- Yuan Mei, poeta, artista e letterato cinese († 1797)
- Juan de Prado y Malleza, generale e politico spagnolo († 1770)

## Morti

### Gennaio
- 1º gennaio - Maria Casimira Luisa de la Grange d'Arquien, regina (n. 1641)
- 4 gennaio - Giacomo Perinetti, stuccatore italiano
- 9 gennaio - Giovanni Antonio II di Eggenberg, nobile boemo (n. 1669)
- 15 gennaio - Louisa Berkeley, contessa di Berkeley, nobildonna inglese (n. 1694)
- 24 gennaio - Antonio Maria Ferri, architetto italiano (n. 1651)

### Febbraio
- 3 febbraio - Giuseppe Alberti, pittore, architetto e presbitero austriaco (n. 1640)
- 19 febbraio - Dorothe Engelbretsdatter, scrittrice norvegese (n. 1634)
- 22 febbraio - Caterina Biancolelli, attrice teatrale italiana (n. 1665)
- 28 febbraio - Giovanni Lorenzo Lucchesini, gesuita e scrittore italiano (n. 1638)

### Marzo
- 3 marzo - Michele Pio Fasoli, presbitero italiano (n. 1676)
- 3 marzo - Giulio Finocchi, religioso e storico italiano (n. 1639)
- 3 marzo - Samuele Marzorati, presbitero italiano (n. 1670)
- 3 marzo - Liberato Weiss, presbitero tedesco (n. 1675)
- 9 marzo - Cesare Antonio Vergara, numismatico italiano (n. 1669)
- 13 marzo - Giovanni Antonio Andreoni, gesuita italiano (n. 1649)
- 14 marzo - Maria Bertoletti,  italiana
- 15 marzo - Franz Ferdinand von Rummel, vescovo cattolico austriaco (n. 1644)
- 23 marzo - Francisco Antonio Fernández de Velasco y Tovar, politico e militare spagnolo (n. 1649)

### Aprile
- 11 aprile - Christian Knaut, botanico e bibliotecario tedesco (n. 1656)
- 13 aprile - Arthur Herbert, I conte di Torrington, militare inglese (n. 1648)
- 15 aprile - Anne Churchill, nobile britannica (n. 1683)
- 21 aprile - Louis-Armand de Lom d'Arce barone di Lahontan, militare, viaggiatore e scrittore francese (n. 1666)
- 22 aprile - Jacques Savary des Brûlons, funzionario e scrittore francese (n. 1657)
- 26 aprile - John Somers, giurista e politico britannico (n. 1651)
- 28 aprile - Luigi Maria Grignion de Montfort, presbitero francese (n. 1673)

### Maggio
- 5 maggio - Antonio Lante Montefeltro della Rovere, II duca di Bomarzo, nobile italiano (n. 1648)
- 5 maggio - Paolo Pagani, pittore italiano (n. 1655)
- 11 maggio - James Drummond, I duca di Perth, nobile e politico scozzese (n. 1648)
- 11 maggio - Francesco de Geronimo, gesuita italiano (n. 1642)

### Giugno
- 5 giugno - Roger Cotes, matematico inglese (n. 1682)
- 8 giugno - Giovanni Guglielmo del Palatinato, nobile (n. 1658)
- 18 giugno - Natal'ja Alekseevna Romanova, drammaturga russa (n. 1673)
- 19 giugno - Tokugawa Ietsugu, militare giapponese (n. 1709)
- 22 giugno - Matteo Muscella, vescovo cattolico italiano (n. 1652)
- 28 giugno - George FitzRoy, I duca di Northumberland, nobile, generale e politico inglese (n. 1665)

### Luglio
- 3 luglio - Philipp Sigmund von Dietrichstein, nobile e politico austriaco (n. 1651)
- 4 luglio - Giovanni Canti, pittore italiano (n. 1653)
- 5 luglio - Giuseppe Beccarelli, religioso italiano (n. 1666)
- 13 luglio - Antonio Zucchelli, missionario, viaggiatore e scrittore italiano (n. 1663)
- 14 luglio - Edward Lee, I conte di Lichfield, nobile e politico britannico (n. 1663)
- 15 luglio - Gaetano Veneziano, compositore italiano (n. 1656)
- 20 luglio - Ogata Kōrin, pittore e artigiano giapponese (n. 1658)
- 26 luglio - Paolo Alessandro Maffei, antiquario e scrittore italiano (n. 1653)

### Agosto
- 5 agosto - Silahdar Damat Ali Pascià, militare ottomano (n. 1667)
- 26 agosto - Tommaso Maria Ferrari, cardinale italiano (n. 1649)

### Ottobre
- 1º ottobre - Giovanni Battista Bassani, organista, violinista e compositore italiano
- 10 ottobre - Antonio Egon di Fürstenberg, principe (n. 1654)
- 16 ottobre - Domenico Guardi, pittore italiano (n. 1678)
- 17 ottobre - Anne Hamilton, III duchessa di Hamilton, nobildonna scozzese (n. 1631)
- 27 ottobre - Miklós Bethlen, politico e scrittore ungherese (n. 1642)
- 28 ottobre - Stephen Fox, politico inglese (n. 1627)

### Novembre
- 2 novembre - Engelbert Kaempfer, naturalista, botanico e viaggiatore tedesco (n. 1651)
- 4 novembre - Leopoldo Giovanni d'Asburgo, principe (n. 1716)
- 14 novembre - Gottfried Wilhelm von Leibniz, filosofo, matematico e scienziato tedesco (n. 1646)
- 16 novembre - Pierre Le Pautre, architetto, disegnatore e incisore francese (n. 1652)
- 18 novembre - Francesco Baldovini, poeta italiano (n. 1634)
- 23 novembre - Pierre Bullet, architetto francese (n. 1639)

### Dicembre
- 7 dicembre - George Gordon, I duca di Gordon, nobile scozzese (n. 1649)
- 13 dicembre - Charles de La Fosse, pittore francese (n. 1636)
- 20 dicembre - Antonio Günther II di Schwarzburg-Sondershausen-Arnstadt, nobile (n. 1653)
- 20 dicembre - Pietro da Pietri, pittore italiano (n. 1663)
- 23 dicembre - Matteo Alberti, architetto italiano (n. 1660)

### Senza giorno specificato
- Juan de Ulibarrí, militare e esploratore spagnolo (n. 1670)
- Justus van Huysum I, pittore e disegnatore olandese (n. 1659)
- Pietro Francesco Garoli, pittore e architetto italiano (n. 1638)
- Thomas Allgood, inventore e decoratore inglese (n. 1640)
- Johann Aegidius Bach, organista, violinista e direttore d'orchestra tedesco (n. 1645)
- Gaetano Francesco Caetani, IX duca di Sermoneta, nobile italiano (n. 1656)
- Filippo Caffieri, ebanista e scultore italiano (n. 1634)
- Francesco Castiglione, pittore italiano (n. 1641)
- Francisco Castillo Fajardo, Marchese di Villadarias, generale spagnolo (n. 1642)
- Juan Correa, pittore messicano (n. 1646)
- Stefano Erardi, pittore maltese (n. 1630)
- Andrew Fletcher, politico scozzese (n. 1655)
- Jakob Gronov, filologo classico olandese (n. 1645)
- Carlo Gaudenzio Mignocchi, pittore italiano (n. 1666)
- Andrea Monticelli, pittore italiano (n. 1640)
- Domenico Antonio Parrino, editore, attore teatrale e storico italiano (n. 1642)
- Jérôme Raveneau de Lussan, pirata e avventuriero francese (n. 1663)
- Jean Jacques Rippert,  francese
- Angelo Solimena, pittore italiano (n. 1629)
- Sante Vandi, pittore italiano (n. 1653)
- William Wycherley, commediografo inglese (n. 1640)
- Francisco de Benavides, conte (n. 1640)
- Mustafa Naima, storico ottomano (n. 1655)

## Calendario
| Calendario 1716 | Calendario 1716 | Calendario 1716 | Calendario 1716 | Calendario 1716 | Calendario 1716 | Calendario 1716 | Calendario 1716 | Calendario 1716 | Calendario 1716 | Calendario 1716 | Calendario 1716 | Calendario 1716 | Calendario 1716 | Calendario 1716 | Calendario 1716 | Calendario 1716 | Calendario 1716 | Calendario 1716 | Calendario 1716 | Calendario 1716 | Calendario 1716 | Calendario 1716 | Calendario 1716 | Calendario 1716 | Calendario 1716 | Calendario 1716 | Calendario 1716 | Calendario 1716 | Calendario 1716 | Calendario 1716 | Calendario 1716 | Calendario 1716 |
| --------------- | --------------- | --------------- | --------------- | --------------- | --------------- | --------------- | --------------- | --------------- | --------------- | --------------- | --------------- | --------------- | --------------- | --------------- | --------------- | --------------- | --------------- | --------------- | --------------- | --------------- | --------------- | --------------- | --------------- | --------------- | --------------- | --------------- | --------------- | --------------- | --------------- | --------------- | --------------- | --------------- |
|                 | 1               | 2               | 3               | 4               | 5               | 6               | 7               | 8               | 9               | 10              | 11              | 12              | 13              | 14              | 15              | 16              | 17              | 18              | 19              | 20              | 21              | 22              | 23              | 24              | 25              | 26              | 27              | 28              | 29              | 30              | 31              |                 |
| Gennaio         | Me              | Gi              | Ve              | Sa              | Do              | Lu              | Ma              | Me              | Gi              | Ve              | Sa              | Do              | Lu              | Ma              | Me              | Gi              | Ve              | Sa              | Do              | Lu              | Ma              | Me              | Gi              | Ve              | Sa              | Do              | Lu              | Ma              | Me              | Gi              | Ve              |                 |
| Febbraio        | Sa              | Do              | Lu              | Ma              | Me              | Gi              | Ve              | Sa              | Do              | Lu              | Ma              | Me              | Gi              | Ve              | Sa              | Do              | Lu              | Ma              | Me              | Gi              | Ve              | Sa              | Do              | Lu              | Ma              | Me              | Gi              | Ve              | Sa              |                 |                 |                 |
| Marzo           | Do              | Lu              | Ma              | Me              | Gi              | Ve              | Sa              | Do              | Lu              | Ma              | Me              | Gi              | Ve              | Sa              | Do              | Lu              | Ma              | Me              | Gi              | Ve              | Sa              | Do              | Lu              | Ma              | Me              | Gi              | Ve              | Sa              | Do              | Lu              | Ma              |                 |
| Aprile          | Me              | Gi              | Ve              | Sa              | Do              | Lu              | Ma              | Me              | Gi              | Ve              | Sa              | Do              | Lu              | Ma              | Me              | Gi              | Ve              | Sa              | Do              | Lu              | Ma              | Me              | Gi              | Ve              | Sa              | Do              | Lu              | Ma              | Me              | Gi              |                 |                 |
| Maggio          | Ve              | Sa              | Do              | Lu              | Ma              | Me              | Gi              | Ve              | Sa              | Do              | Lu              | Ma              | Me              | Gi              | Ve              | Sa              | Do              | Lu              | Ma              | Me              | Gi              | Ve              | Sa              | Do              | Lu              | Ma              | Me              | Gi              | Ve              | Sa              | Do              |                 |
| Giugno          | Lu              | Ma              | Me              | Gi              | Ve              | Sa              | Do              | Lu              | Ma              | Me              | Gi              | Ve              | Sa              | Do              | Lu              | Ma              | Me              | Gi              | Ve              | Sa              | Do              | Lu              | Ma              | Me              | Gi              | Ve              | Sa              | Do              | Lu              | Ma              |                 |                 |
| Luglio          | Me              | Gi              | Ve              | Sa              | Do              | Lu              | Ma              | Me              | Gi              | Ve              | Sa              | Do              | Lu              | Ma              | Me              | Gi              | Ve              | Sa              | Do              | Lu              | Ma              | Me              | Gi              | Ve              | Sa              | Do              | Lu              | Ma              | Me              | Gi              | Ve              |                 |
| Agosto          | Sa              | Do              | Lu              | Ma              | Me              | Gi              | Ve              | Sa              | Do              | Lu              | Ma              | Me              | Gi              | Ve              | Sa              | Do              | Lu              | Ma              | Me              | Gi              | Ve              | Sa              | Do              | Lu              | Ma              | Me              | Gi              | Ve              | Sa              | Do              | Lu              |                 |
| Settembre       | Ma              | Me              | Gi              | Ve              | Sa              | Do              | Lu              | Ma              | Me              | Gi              | Ve              | Sa              | Do              | Lu              | Ma              | Me              | Gi              | Ve              | Sa              | Do              | Lu              | Ma              | Me              | Gi              | Ve              | Sa              | Do              | Lu              | Ma              | Me              |                 |                 |
| Ottobre         | Gi              | Ve              | Sa              | Do              | Lu              | Ma              | Me              | Gi              | Ve              | Sa              | Do              | Lu              | Ma              | Me              | Gi              | Ve              | Sa              | Do              | Lu              | Ma              | Me              | Gi              | Ve              | Sa              | Do              | Lu              | Ma              | Me              | Gi              | Ve              | Sa              |                 |
| Novembre        | Do              | Lu              | Ma              | Me              | Gi              | Ve              | Sa              | Do              | Lu              | Ma              | Me              | Gi              | Ve              | Sa              | Do              | Lu              | Ma              | Me              | Gi              | Ve              | Sa              | Do              | Lu              | Ma              | Me              | Gi              | Ve              | Sa              | Do              | Lu              |                 |                 |
| Dicembre        | Ma              | Me              | Gi              | Ve              | Sa              | Do              | Lu              | Ma              | Me              | Gi              | Ve              | Sa              | Do              | Lu              | Ma              | Me              | Gi              | Ve              | Sa              | Do              | Lu              | Ma              | Me              | Gi              | Ve              | Sa              | Do              | Lu              | Ma              | Me              | Gi              |                 |